# Marquesado de Ariza
El marquesado de Ariza es un título nobiliario español creado por el rey Felipe III el 27 de agosto de 1611 a favor de Francisco Rebolledo de Palafox, señor de la villa de Ariza. Su nombre se refiere al municipio aragonés de Ariza, en la provincia de Zaragoza. 
Se le concedió Grandeza de España el 19 de agosto de 1721.

## Historia de la baronía
El origen de la baronía de Ariza comienza con la familia de los Palafox, naturales del Ampurdán (Gerona), cuando se asentaron en Aragón hacia 1381. Guillén de Palafox, su alférez mayor, compra al rey Pedro IV de Aragón, la villa de Ariza.
Por tanto, Guillén de Palafox (1364-1412), hijo de Berenguer de Palafox, es el I señor de Ariza. Se casa con Guiralda o Geralda de Blanes, hija de Mosén Vidal de Blanes, señor de la Baronía de Blanes, con quien tendrá dos hijos. Ramón de Palafox y Blanes, debiera haber sido el segundo señor, pero fallece antes que su padre, por lo que hereda su nieto: Antón de Palafox.
El II señor de Ariza, fue Antonio o Antón de Palafox, que murió en 1478, sin sucesión, heredando el título su sobrino nieto, Guillén de Palafox Rebolledo. Le sucede su hijo, Juan, que será el IV señor de Ariza, que se casó con María de Mendoza, hermana del II conde de Monteagudo de Mendoza.
Hacia 1478, hubo unas grandes revueltas en el señorío, llamadas las «alteraciones de Ariza», entre Guillén de Palafox Rebolledo y sus vasallos. Para solucionar los problemas intervino el rey Fernando el Católico, mediante la sentencia de Celada (1497), a favor del señorío.
Al IV señor de Ariza, le sucede su hijo en 1515, Rodrigo de Palafox Rebolledo y Mendoza. V señor de Ariza, casado con Gerónima Agustín, hija de don Antonio Agustín, comendador mayor de Aragón y Aldonza Albanel, que tuvieron al VI señor de Ariza, Juan de Palafox Rebolledo y Agustín (1529-1561), padre de los dos primeros marqueses.
La baronía comprendía algunas aldeas y lugares próximos (Embid, Monreal, Bordalba, Cabolafuente, Pozuel y Alconchel) a los que posteriormente se incorporaron Calmarza y Torrehermosa.
Los vasallos querían recuperar la condición de realengo, hubo cruentas revueltas, y en marzo de 1561, los vecinos de Monreal de Ariza asesinaron a su señor, Juan de Palafox.
Felipe II de España, en las Cortes de Monzón de 1585, se pronunció a favor de los Palafox y refrendó el régimen de señorío en las tierras de Ariza.

## Marqueses de Ariza

Escudo de la villa de Ariza, de donde era señor el I marqués de Ariza

|                         | Titular                                                          | Periodo                 |
| Creación por Felipe III | Creación por Felipe III                                          | Creación por Felipe III |
| ----------------------- | ---------------------------------------------------------------- | ----------------------- |
| I                       | Francisco de Palafox Rebolledo y Proxita de Perellós             | 1611-1613               |
| II                      | Jaime de Palafox Rebolledo y Proxita de Perellós                 | 1613-1625               |
| III                     | Juan de Palafox Rebolledo y Blanes                               | 1625-1675               |
| IV                      | Francisco de Palafox y Rebolledo                                 | 1675-1696               |
| V                       | Juan Antonio Rebolledo de Palafox y Zúñiga                       | 1696-1725               |
| VI                      | Joaquín Felipe Antonio Ximénez de Palafox y Centurión de Córdoba | 1725-1775               |
| VII                     | Fausto Francisco de Palafox Rebolledo y Pérez de Guzmán el Bueno | 1775-1788               |
| VIII                    | Vicente María de Palafox Centurión y Silva                       | 1788-1820               |
| IX                      | María Elena de Palafox y Silva                                   | 1820-1837               |
| X                       | Andrés Avelino de Arteaga Lazcano y Palafox                      | 1837-1864               |
| XI                      | Andrés Avelino de Arteaga Lazcano y Silva                        | 1864-1910               |
| XII                     | Joaquín de Arteaga y Echagüe Silva y Méndez de Vigo              | 1912-1947               |
| XIII                    | Ínigo de Arteaga y Falguera                                      | 1951-1997               |
| XIV                     | Íñigo de Arteaga y Martín                                        | 1997-2002               |
| XV                      | Iván de Arteaga y del Alcázar                                    | 2002-actual titular     |

## Historia de los marqueses de Ariza
- Francisco de Palafox Rebolledo y Proxita de Perellós (Valencia, 14 de abril de 1554-Ariza, 27 de febrero de 1613),[4] I marqués de Ariza[6] hijo de Juan de Palafox, VI señor de Ariza. y de su esposa Juana Próxita de Perellós, señora de la baronía de Cotes.[4]

Casó el 2 de septiembre de 1590 con Lucrecia de Moncada, hija de Francisco de Moncada, marqués de Aytona, conde de Osona, vizconde de Cabrera y de Bas. sin descendencia, sucedió su hermano:
- Jaime de Palafox Rebolledo y Proxita de Perellós (m. Valencia, 27 de febrero de 1635), II marqués de Ariza,[6] caballero de la Orden de Santiago, comendador de Fradel.

Casó con su sobrina, Ana Doris de Palafox y Borja, hija de su hermano, Juan de Palafox Rebolledo y Proxita de Perellós, señor de la Baronía de Cotes y de Violante de Borja y Blanes.  Con Ana de Casanate y Espés, fue padre de un hijo natural, Juan de Palafox, que llegó a ser obispo de Burgo de Osma, obispo de Puebla de los Ángeles y después virrey de Nueva España y quien, a la muerte de su padre, fue tutor del hijo primogénito que sucedió en el marquesado:
- Juan Francisco de Palafox Rebolledo y Blanes (m. ca. 1677), III marqués de Ariza,[6] señor de las baronías de Calpe, Altea, Benisa, Tablada, de la villa de Cortes y Calmarza, mayordomo del rey Felipe IV, caballero de la Orden de Santiago y consejero del Consejo Supremo de la Corona de Aragón.[8]

Casó el 15 de agosto de 1632, en Valencia, con María Felipa Folch de Cardona (m. 1686), natural de Bruselas, hija de Felipe de Cardona, marqués de Guadalest y de Ana de Ligne, hija del príncipe de Ligne.
- Francisco de Palafox y Rebolledo (Ariza, 30 de abril de 1634-16 de octubre de 1696),[9] IV marqués de Ariza,[6] mayordomo del rey Carlos II, almirante de Aragón y miembro del Consejo Supremo de Aragón.[9]

Contrajo matrimonio el 9 de octubre de 1673 con Francisca de Zúñiga y Messía, hija de Diego de Zúñiga y Sotomayor —hijo del VII duque de Béjar—, y de Leonor Dávila y Guzmán, marquesa de la Puebla de Ovando y V marquesa de Loriana.
- Juan Antonio Rebolledo de Palafox y Zúñiga (31 de julio de 1674[9]-10 de octubre de 1725), V marqués de Ariza,[6] grande de España, VIII marqués de Guadalest, señor de las baronías de Caspe, Benisá, Cotes, Aldea de Valencia, Sueca, Calmarza y Teulada, almirante de Aragón y caballero de la Orden de Santiago.[10]

Casó el 4 de septiembre de 1696, siendo su segundo esposo, con Francisca de Paula Centurión de Córdoba Mendoza Carrillo y Albornoz (Madrid, 13 de abril de 1670-10 de noviembre de 1722), V marquesa de Armunia, III condesa de Santa Eufemia, VIII marquesa de La Guardia, señora de Carrillo, Albornoz y Torralba. Le sucedió su hijo:
- Joaquín Felipe Antonio Ximénez de Palafox y Centurión de Córdoba (20 de febrero de 1702-11 de agosto de 1775),[13] VI marqués de Ariza,[6] VI marqués de Armunia,[10] IV conde de Santa Eufemia,[10] IX marqués de La Guardia,[14] IX marqués de Guadalest, V conde de la Monclova, grande de España de primera clase, señor de las baronías de Caspe, Benisá, Cotes, Aldea de Valencia, Sueca, Calmarza y Teulada, almirante de Aragón, caballero del Toisón de Oro, gran cruz de Carlos III, gentilhombre de cámara con ejercicio y servidumbre y caballerizo mayor de la reina.[10]

Casó en primeras nupcias el 8 de julio de 1722 con Rosa Pérez de Guzmán el Bueno y Silva (1704-1731), hija de Manuel Alonso Pérez de Guzmán el Bueno, XII duque de Medina Sidonia, y Luisa María de Silva y Mendoza. Contrajo un segundo matrimonio, el 1 de abril de 1737, con María Ana Carlota de Croy de Havré y Lanti de la Róvere.  Le sucedió el único hijo del primer matrimonio:
- Fausto Francisco Palafox Pérez de Guzmán el Bueno (5 de octubre de 1731-5 de abril de 1788),[16] VII marqués de Ariza,[13] VII marqués de Armunia,[17] V conde de Santa Eufemia,[18] X marqués de La Guardia,[18] IX marqués de Estepa, VI conde de la Monclova, X marqués de Guadalest, grande de España de primera clase, caballero de Orden de Carlos III (1777), caballero del Toisón de Oro, almirante de Aragón, señor de las baronías de Caspe, Benisá, Cotes, Aldea de Valencia, Sueca, Calmarza y Teulada, gentilhombre de cámara del rey, caballerizo mayor de la princesa de Asturias[18] y alcalde mayor de los hijosdalgos de Castilla.

Casó en primeras nupcias el 15 de mayo de 1751 con María Teresa de Silva-Bazán y Sarmiento Dávila y, en segundas nupcias, el 18 de mayo de 1774 con María Joaquina Fernández de Liñan de Heredia y Zapata de Calatayud, VI marquesa de Bárboles. Le sucedió su hijo de su primer matrimonio:

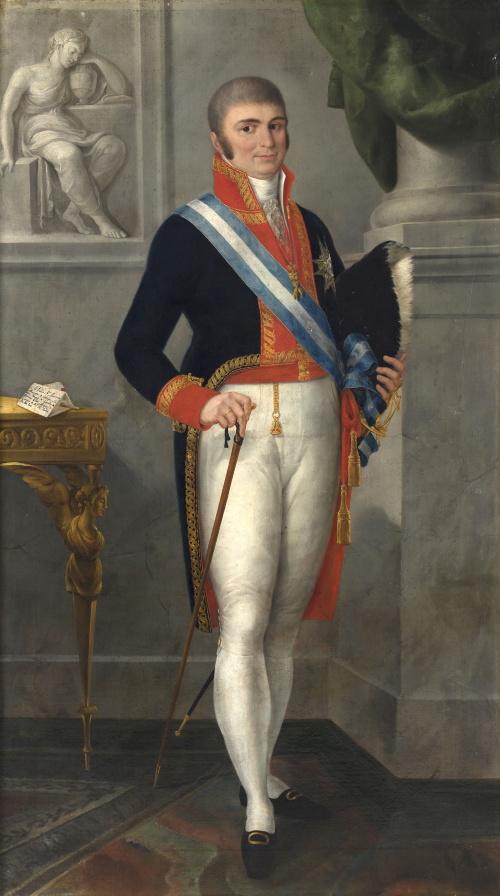
Retrato de Vicente María de Palafox, VIII marqués de Ariza (1796), pintado por Agustín Esteve.

- Vicente María de Palafox Centurión y Silva (Madrid, 14 de febrero de 1756-9 de julio de 1820),[19] VIII marqués de Ariza,[13] VIII marqués de Armunia, VI conde de Santa Eufemia,[18] XI marqués de La Guardia,[18] X marqués de Estepa, VII conde de la Monclova, XI marqués de Guadalest, almirante de Aragón, señor de las baronías de Caspe, Benisá, Cortes, Aldea de Valencia, Sueca, Calmarza y Teuladas, sumillers de corps del rey, caballero del Toisón de Oro y de Carlos III.[18]

Casó en primeras nupcias el 10 de enero de 1778 con María de la Concepción Belvís de Moncada y Pizarro, hija de Pascual Benito Bellvís de Moncada e Ibáñez de Mendoza, XIV marqués de Mondéjar, y de su esposa Florentina Pizarro y Herrera, II condesa de la Gomera, con descendencia. Contrajo un segundo matrimonio el 14 de septiembre de 1800 con su prima carnal, María Teresa de Silva Fernández de Híjar y Palafox, viuda de Jacobo Felipe Fitz-James Stuart zu Stolberg-Gedern, V duque de Berwick e hija de Pedro de Alcántara Fadrique de Silva Fernández de Híjar, IX duque de Híjar, y de Rafaela de Palafox y Croy de Havre. Le sucedió su hija del segundo matrimonio:
- María Elena de Palafox y Silva de Híjar (m. 27 de octubre de 1837),[13] IX marquesa de Ariza,[13] IX marquesa de Armunia,[18] IX condesa de Santa Eufemia, XII marquesa de La Guardia,[18] X marquesa de Estepa, VIII condesa de la Monclova y XII marquesa de Guadalest.[18]

Casó el 14 de febrero de 1820 con José Agustín de Idiáquez y Carvajal. Le sucedió su primo hermano, hijo de Ignacio Ciro de Arteaga-Lazcano e Idiáquez (1748-1817), IV marqués de Valmediano, señor de la Casa de Lazcano, I conde de Corres (1773), etc. y de su esposa María Ana de Palafox y Silva.
- Andrés Avelino de Arteaga Lazcano y Palafox (baut. 10 de noviembre de 1780-5 de febrero de 1864), X marqués de Ariza,[13] X marqués de Armunia,[20][21] XI marqués de Estepa,[22] V marqués de Valmediano, II conde de Corres, XI conde de Santa Eufemia, IX conde de la Monclova, XIII marqués de Guadalest, prócer del reino, senador por derecho propio y caballerizo mayor honorario de la reina Isabel II.[21]

Casó el 3 de febrero de 1804, en Aranjuez, con Joaquina de Carvajal y Manrique de Lara, hija de Mariano José de Carvajal-Vargas y Brun, conde de Castillejo, VIII conde del Puerto. Su único hijo, también llamado Andrés Avelino, falleció en 1850 en vida de su padre.  Había casado en 1829 con Fernanda María de Silva y Téllez-Girón con quien tuvo cinco hijos, entre ellos, Andrés Avelino de Arteaga y Silva, sucedió en el marquesado de Armunia y en otros títulos:
- Andrés Avelino de Arteaga y Silva (baut. Madrid, 12 de julio de 1833-Madrid, 15 de junio de 1910), XI marqués de Ariza,[13] XI marqués de Armunia,[24] XVI duque del Infantado, XVII marqués de Santillana, XIV marqués de La Guardia, VII marqués de Valmediano, XII marqués de Estepa, XVI marqués de Argüeso, XIV marqués de Cea, XIX conde de Saldaña (por rehabilitación a su favor en 1893), XVI conde del Real de Manzanares, conde de Corres, XII conde de Santa Eufemia, X conde de la Monclova.[24]

Casó el 27 de diciembre de 1866, en la Iglesia de San Sebastián, Madrid, con María de Belén Echagüe y Méndez de Vigo (1883-1907) hija de Rafael Echagüe y Bermingham, I conde del Serrallo, y de Mercedes Méndez de Vigo y Osorio. Le sucedió su hijo:

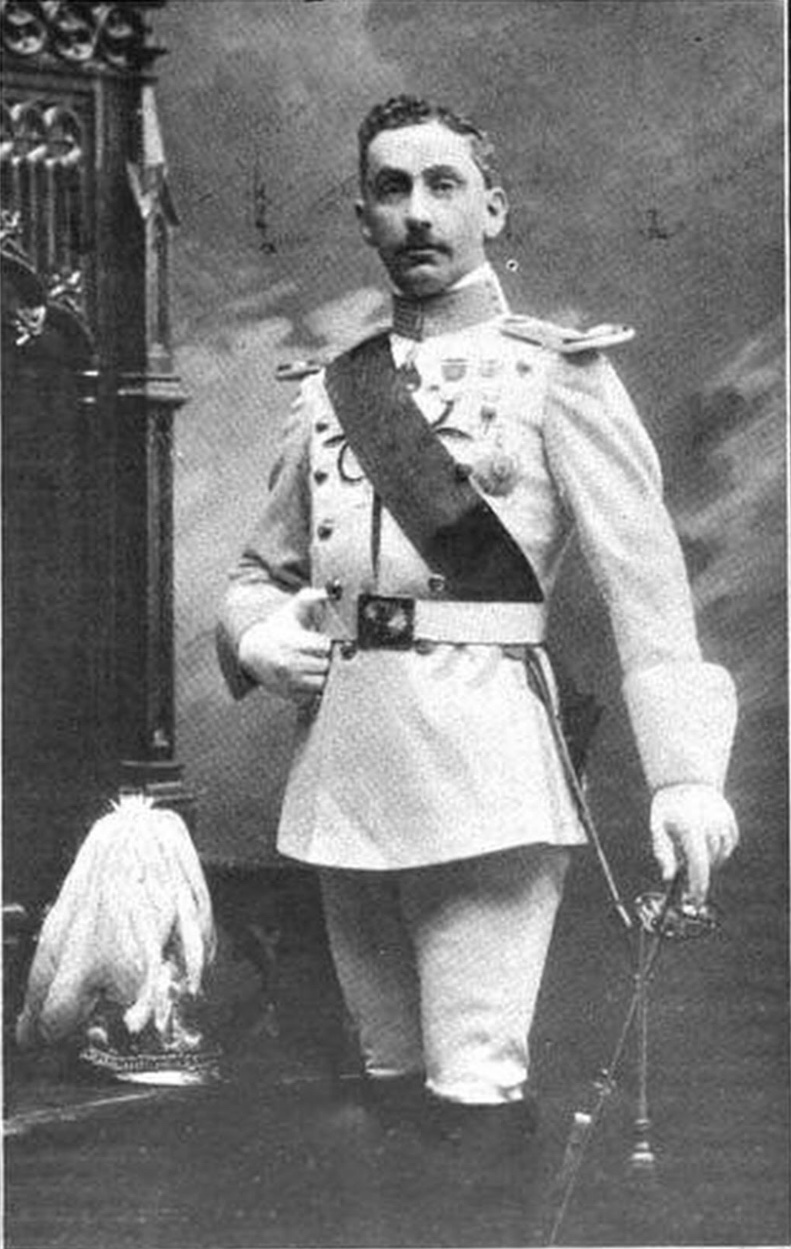
Joaquín de Arteaga y Echagüe, XII marqués de Ariza, fotografiado por Kaulak en 1909.

- Joaquín Ignacio de Arteaga y Echagüe Silva y Méndez de Vigo, (San Sebastián, 5 de agosto de 1870-3 de enero de 1947), XII marqués de Ariza,[13] XII marqués de Armunia,[27] XVII duque del Infantado, XIV marqués de Estepa, XVIII marqués de Santillana, X marqués de Laula (por rehabilitación a su favor en 1913), IX marqués de Monte de Vay (por rehabilitación en 1913), XII marqués de Vivola, XV marqués de Cea, VIII marqués de Valmediano, XII marqués de la Eliseda (por rehabilitación a su favor en 1921), V conde de Corres, XI conde de la Monclova, XIII conde de Santa Eufemia, XVIII conde del Real de Manzanares, XXV conde de Saldaña, XV conde del Cid, XXIII señor de la Casa de Lazcano.[27]

Casó el 8 de noviembre de 1894, en Madrid, con Isabel Falguera y Moreno, III condesa de Santiago. Le sucedió su hijo:
- Íñigo de Loyola de Arteaga y Falguera (1905-Marbella, 19 de marzo de 1997), XIII marqués de Ariza,[13] XIII marqués de Armunia,[29] XIV duque de Francavilla (rehabilitado a su favor en 1921), XVIII duque del Infantado, XIV marqués de Estepa, XIX marqués de Santillana, XVI marqués de Cea, X marqués de Monte de Vay, IX marqués de Valmediano, XI marqués de Vivola, XIX conde del Real de Manzanares, XIV conde de Santa Eufemia, XII conde de la Monclova, VI conde del Serrallo, VI conde de Corres, XXVI conde de Saldaña, XVII conde del Cid, IV conde de Santiago, XV señor de la Casa de Lazcano y teniente general.[29]

Casó en primeras nupcias el 26 de julio de 1940 con Ana Rosa Martín y Santiago-Concha (m. 1953). Contrajo un segundo matrimonio el 27 de junio de 1959 con  María Cristina de Salamanca y Caro, VII condesa de Zaldívar. Le sucedió, de su primer matrimonio, su hijo:
- Íñigo de Arteaga y Martín (8 de octubre de 1941-9 de junio de 2018), XIV marqués de Ariza,[13] XIV marqués de Armunia,[29] XIX duque del Infantado, XX marqués de Santillana, XVII marqués de Cea, X marqués de Valmediano, XXVII y XXIX conde de Saldaña,[29] XX conde del Real de Manzanares, XIII conde de la Monclova, IX conde de Corres, V conde de Santiago, XIII marqués de Laula, señor de la Casa de Lazcano. Almirante de Aragón.[29]

Casó en primeras nupcias con María de la Almudena del Alcázar y Armada, hija de Juan Bautista del Alcázar y de la Victoria, VII conde de los Acevedos y de Rafaela Armada y Ulloa, hija del VII conde de Revilla Gigedo, y en segundas con Carmen Castelo Bereguiain. Le sucedió su hijo del primer matrimonio:
- Iván de Arteaga y del Alcázar, XV marqués de Ariza,[13] XV marqués de Armunia[30] y XI marqués de Valmediano.[30]